# Labidochromis

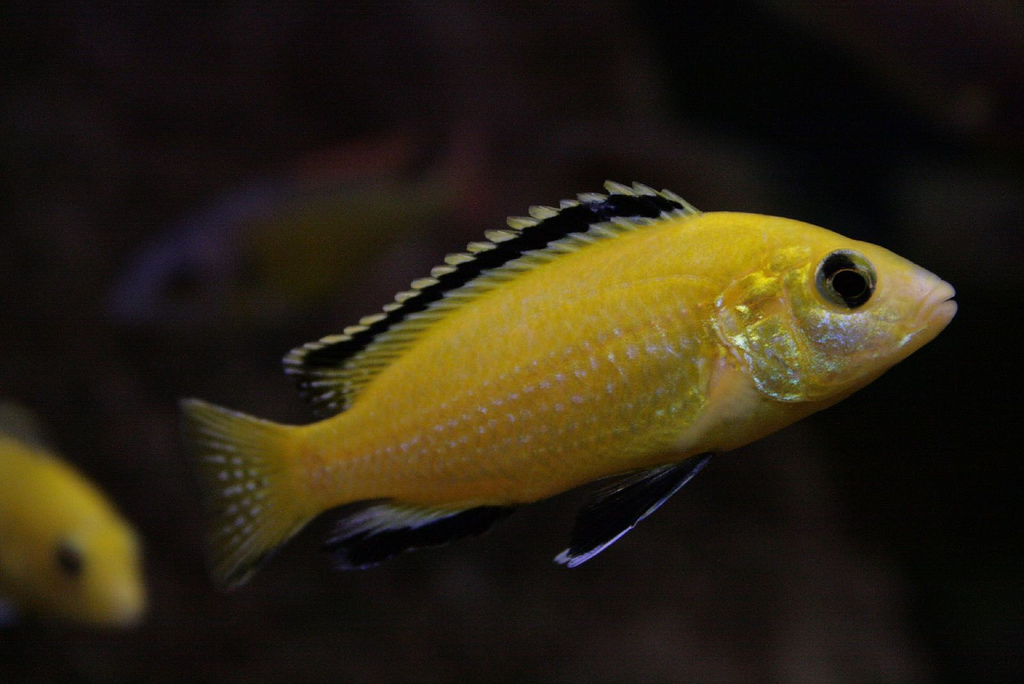
Labidochromis caeruleus

Labidochromis là một chi cá đặc hữu của hồ Malawi thuộc họ Cichlidae. Chi này có 18 loài được mô tả chính thức và một số loài chưa được mô tả.

## Các loài[1]
- Labidochromis caeruleus Fryer, 1956
- Labidochromis chisumulae Lewis, 1982
- Labidochromis flavigulis Lewis, 1982
- Labidochromis freibergi Johnson, 1974
- Labidochromis gigas Lewis, 1982
- Labidochromis sp. Hongi
- Labidochromis heterodon Lewis, 1982
- Labidochromis ianthinus Lewis, 1982
- Labidochromis lividus 	Lewis, 1982
- Labidochromis maculicauda Lewis, 1982
- Labidochromis mathotho Burgess & Axelrod, 1976
- Labidochromis mbenjii 	Lewis, 1982
- Labidochromis mylodon 	Lewis, 1982
- Labidochromis pallidus Lewis, 1982
- Labidochromis shiranus Lewis, 1982
- Labidochromis strigatus Lewis, 1982
- Labidochromis textilis Oliver, 1975
- Labidochromis vellicans Trewavas, 1935
- Labidochromis zebroides Lewis, 1982